# Nowe Koprzywno
Nowe Koprzywno est une localité polonaise de la gmina mixte de Barwice située dans le powiat de Szczecinek en voïvodie de Poméranie-Occidentale. Elle se trouve à environ 23 km à l'ouest de Szczecinek et 122 km à l'est de la capitale régionale Szczecin.

## Géographie

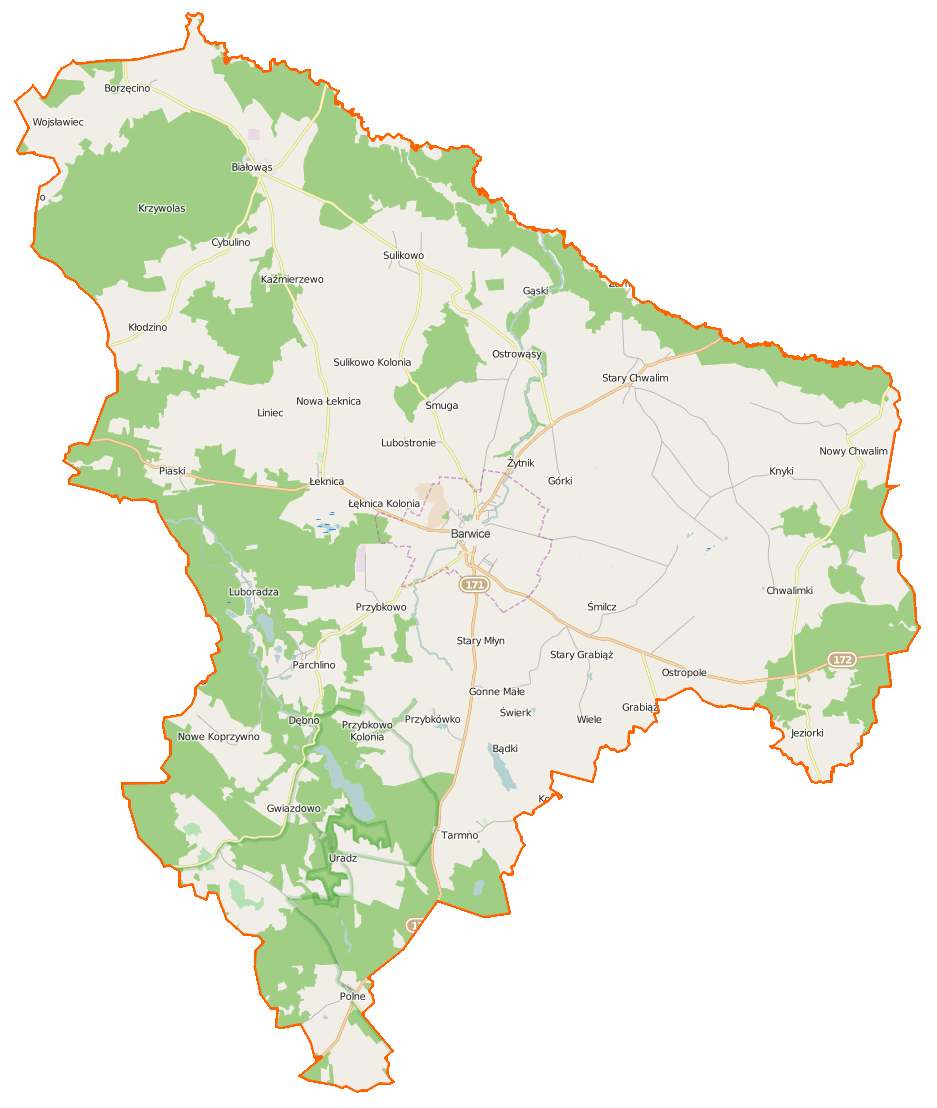
Carte de la gmina de Barwice.

## Histoire
De 1725 à 1945, Neu Koprieben fait partie de l'arrondissement de Neustettin dans le district de Köslin au sein de la province de Poméranie.